# Асано, Рёта
Рёта Асано (яп. 浅野良太, родился 25 сентября 1979 года) — японский регбист, выступавший во второй и третьей линиях нападения (фланкер, лок, восьмой).

## Карьера
Регби занялся, будучи учеником средней школы Хонго, позже играл за команду университета Хосэй, который окончил в 2002 году. С 2002 по 2014 годы был бессменным игроком команды «НЕК Грин Рокетс». В сентябре 2012 года провёл свою 100-ю игру в японской Топ-Лиге.
За сборную Японии дебютировал в 2002 году, однако первый тест-матч провёл 5 июня 2003 года против второй сборной Австралии в Осаке. Всего он сыграл 22 игры за сборную, выступив на чемпионатах мира 2003 и 2007 годов; последний матч за сборную отыграл 20 сентября 2007 года против Уэльса в Кардиффе.
После завершения игровой карьеры возглавил регбийную команду средней школы Кокугакуин в Тотиги.